# Manufacture d'armes de Châtellerault

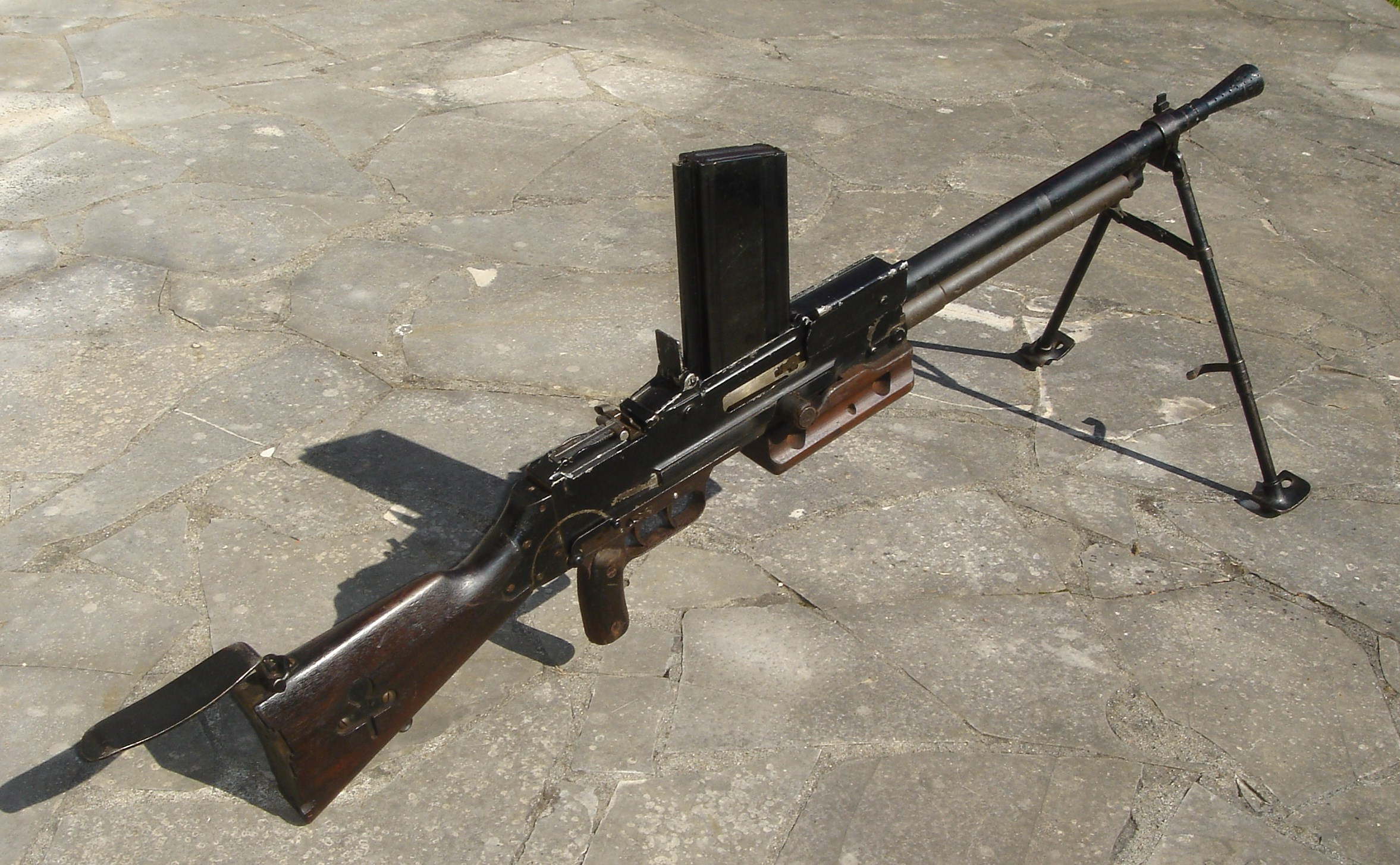
FM 24/29

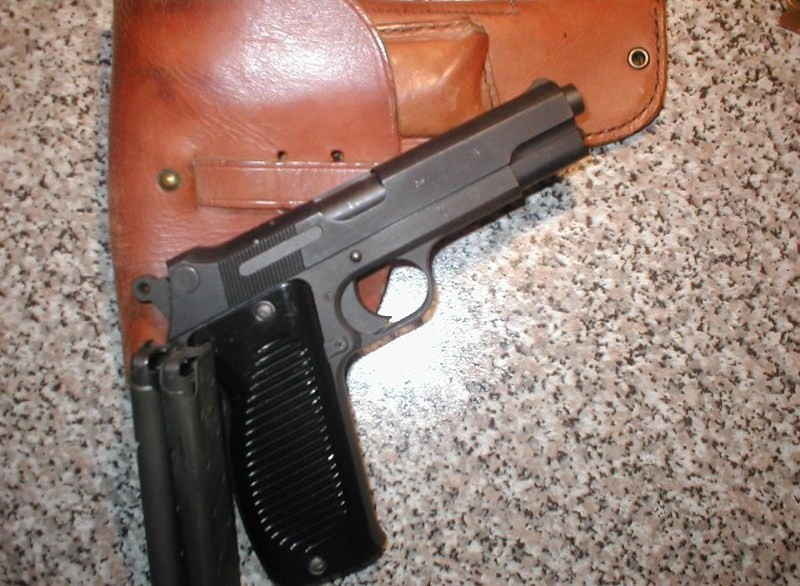
MAC 1950

La Manufacture d'Armes de Châtellerault, a menudo abreviado a MAC ("Fábrica de armas de Châtelleraut" en español), era una industria fabricante de armas estatal francesa en la ciudad de Châtellerault, en el departamento de Vienne. Fue creada por un decreto real el 14 de julio de 1819 para fabricar espadas, y después de 1850 empezó a fabricar armas de fuego y cañones. En 1840 Antoine Treuille de Beaulieu empezó a desarrollar el concepto de artillería de ánima rayada en Châtellerault para el Ejército francés. El fusil Lebel Modelo 1886, la primera arma de fuego militar en usar pólvora sin humo como munición y la principal arma de la infantería francesa durante la Primera Guerra Mundial fue desarrollada ahí.

## Historia
Siguiendo la tradición francesa de que las fábricas de armas estatales competían entre sí y con las fábricas privadas, la MAC diseñó y fabricó muchas armas francesas conocidas, incluyendo la ametralladora ligera FM 24/29 y sus derivados: las ametralladoras MAC mle 1931 y MAC 1934, así como la pistola semiautomática MAC 1950 (posteriormente conocida como MAS 1950).
Algunas características de prototipos desarrollados por MAC, como el subfusil MAC-48, la carabina ametralladora MAC 1950 y el fusil automático MAC 1955, fueron retenidos en la producción de otros diseñadores de armas y fueron adopatdos por el Ejército francés.
La fábrica dejó de producir armas en 1968 y se transformó en el repositorio central de todos archivos militares franceses relacionados con asuntos de armamento (Centre des Archives de l'Armement et du Personnel). Está abierto a la gente para el material más viejo y desclasificado, y a los investigadores de buena fe que pidan una solicitud previa por escrito.